# Polk County Courthouse (Iowa)
Das Polk County Courthouse in Des Moines ist das Justiz- und Verwaltungsgebäude (Courthouse) des Polk County im Zentrum des US-amerikanischen Bundesstaates Iowa. 

## Geschichte
Das erste Courthouse des Polk County wurde im Jahr 1847 errichtet. Es wurde an eine Kirche verkauft, als 1858 ein neues Gebäude errichtet wurde.
Unter dem mit dem Bau beauftragten Architekturbüro Proudfoot & Bird wurde das heutige Gebäude im Beaux-Arts-Stil bis 1906 an der gleichen Stelle errichtet.
Das Gebäude wurde 1979 mit der Referenznummer 79000925 in das National Register of Historic Places aufgenommen.